# Список феміністичних дат
Феміністичні дати (англ. Feminist awareness), або, в широкому вжитку, «феміністичні свята», включають визначні і пам'ятні річниці, тижні, дні чи ширші періоди привернення суспільної уваги до проблем гендерної нерівності, сексизму, насильства проти жінок та дівчат, жіночого здоров'я, питань прав і можливостей жінок. Більша частина феміністичних дат впроваджені міжнародними організаціями і відзначаються по всьому світу, до них приурочують свою діяльність з розширення рівності та прав жінок на всіх щаблях: від низового активізму до керівництв держав та міжнародних організацій (таких як ООН Жінки, ЮНЕСКО).
Дати фемінізму дуже рідко є святами в класичному значенні: оскільки прав людини для жінок ще не досягнуто в жодній країні світу, фем-календар здебільшого спрямований на зосередження громадських зусиль на актуальних проблемах захисту жінок, організуючи феміністичний активізм та просвіту. Феміністки святкують здобутки, сестринство і боротьбу, вшановують посестр, приурочують акції та активності до пам'ятних дат. Серед феміністичних дат є як святкові, так і дні збільшення поінформованості, традиційні феміністичні акції (наприклад, Жіноча історична ніч), дні пам'яті та скорботи (як Міжнародний день фіолетового хіджаба).
Серед найзначніших (всесвітніх) феміністичних дат:
- Міжнародний день боротьби за права жінок і міжнародний мир (World Women's Day, WWD, щорічно 8 березня),
- День матері (в Україні — друга неділя травня),
- Міжнародний день дівчат (щорічно 11 жовтня),
- Міжнародний день усунення насильства проти жінок (щорічно 25 листопада).

Всесвітньої ваги набувають і тематичні тижні, наприклад, 16 днів активізму проти гендерно зумовленого насильства (з 25 листопада по 10 грудня щорічно).
```
V-Day (14 лютого) – це день руху за  припинення насильства по відношенню до жінок і дівчаток. Був заснований  Ів Енслер , з  1998 року подія набула глобального характеру та відзначається 14 лютого. У 1999-2000 роках для розповсюдження V-Day було створено «День V – Ініціатива вузів».  Де різні вищі навчальні заклади влаштовували п'єси , зустрічі  де розмовляли про різні проблеми жінок
```

## Хронологія феміністичних дат
Дати, події та періоди підвищення інформованості протягом календарного року.
| Коли відзначається                 | Назва дати                                                                           | Назва дати англійською                                                              | Де відзначається                  | Коли впроваджена  | Ким впроваджена                                                                              | Коментар |
| ---------------------------------- | ------------------------------------------------------------------------------------ | ----------------------------------------------------------------------------------- | --------------------------------- | ----------------- | -------------------------------------------------------------------------------------------- | --- |
| 11 січня                           | Національний день поінформованості про торгівлю людьми                               | National Human Trafficking Awareness Day                                            | США                               | 11 січня 2007     | Неурядові організації США                                                                    | Жінки як більшість жертв трафікінгу позбавлені голосу. 31:8 Project [Архівовано 23 вересня 2020 у Wayback Machine.] говорить про просвіту та запобігання торгівлі людьми замість них.                                                                            |
| 11 лютого                          | Міжнародний день жінок і дівчат у науці                                              | International Day of Women and Girls in Science                                     | Всесвітня                         | 11 лютого 2015    | Резолюція ГА ООН 70/212 (за вимог ЮНЕСКО та ООН Жінки)                                       | День визнає вирішальну роль жінок і дівчат у науці та технологіях. Ціль: повний та рівний доступ жінок і дівчат до всіх галузей науки. |
| 12 лютого                          | День поінформованості про сексуальне та репродуктивне здоров'я                       | Sexual and Reproductive Health Awareness Day                                        | Канада                            |                   |                                                                                              | Права людини в стосунку до сексуального та репродуктивного здоров'я, ЗПСШ, секс-насильство, калічення жіночих геніталій, секс-розлади та психосексуальне здоров'я.                                                                                               |
| Друга субота лютого                | Міжнародний день фіолетового хіджаба                                                 | International Purple Hijab Day                                                      | Всесвітня                         | 13 лютого 2010    |                                                                                              | День пам'яті та боротьби з насильством проти жінок в ісламі. |
| 15 лютого                          | День святкування самотності                                                          | Singles Awareness Day                                                               | Велика Британія, Китай, США       |                   |                                                                                              | Святкування любові у всіх її проявах (до себе, подруг та друзів, родини, природи, справи etc) поза романтичними стосунками та шлюбом. |
| 8 березня                          | Міжнародний день боротьби за права жінок і міжнародний мир                           | International Women's Day (IWD)                                                     | Всесвітня                         | 27 серпня 1910    | Клара Цеткін, 2 МСЖК                                                                         | Всесвітній день феміністичної боротьби та поступу, символ боротьби жінок за права людини для жінок, проти сексизму та гендерної нерівності. |
| 10 березня                         | Національний день поінформованості про ВІЛ СНІД серед жінок і дівчат                 | National Women and Girls HIV/AIDS Awareness Day (NWGHAAD)                           | США                               |                   |                                                                                              | Висвітлення впливу ВІЛ/СНІД на жінок та дівчат як вразливої групи, підтримка для ВІЛ-позитивних жінок та дівчат, просвіта щодо превентивних заходів, груп ризику, масштабів поширення, життя з ВІЛ.                                                              |
| 22 квітня                          | Міжнародний день Матері-Землі                                                        | International Mother Earth Day                                                      | Всесвітня                         | 2009              | ООН, резолюція ГА № 63/278                                                                   | Інформування про вичерпність та цінність ресурсів Землі, екофеміністський заклик до гармонії та промоція сталості. |
| 26 квітня                          | День видимості лесбійок                                                              | Lesbian Visibility Day                                                              | Всесвітня                         | 2008              |                                                                                              | Святкування лесбійського досвіду та кільтури, привернення уваги до проблем та потреб лесбійок |
| 4 травня                           | Міжнародний день акушерки                                                            | International Day of the Midwife                                                    | Всесвітня                         | 1987              | Міжнародна конфедерація акушерок                                                             | Підкреслення вкладу акушерок у планування сім'ї, профілактику абортів та зниження материнської смертності. |
| 6 травня                           | Міжнародний день без дієт                                                            | International No Diet Day (INDD)                                                    | Міжнародна                        | 1992              | Велика Британія                                                                              | Прийняття тілесності та тілесного розмаїття з метою боротьби з харчовими розладами (мішенню яких є переважно жінки). |
| 8 травня (старт о 20:00)           | Всесвітня жіноча історична ніч                                                       | World Women's Historic Night                                                        | Всесвітня                         | 2005              | Радикальні феміністки Бергенського університету                                              | Ніч розклеювання плакатів з відомими жінками проти домінування чоловіків в історії, культурі, місті. |
| 12 травня                          | Міжнародний день медичної сестри                                                     | International Nurses Day (IND)                                                      | Всесвітня                         | 1965              |                                                                                              | Святкування та оприявнення внеску медсестер у благополуччя людства. |
| Друга неділя травня (в Україні)    | День матері                                                                          | Mother's Day                                                                        | Всесвітня                         | 8 травня 1914     | Конгрес США за вимог Анни Джарвіс                                                            | Святкування матерів, вшанування материнської любові, материнства та ролі матерів у суспільстві. |
| 24 травня                          | Міжнародний жіночий день за мир та роззброєння                                       | International Women's Day for Peace and Disarmament                                 | Міжнародна                        |                   |                                                                                              | Вшанування зусиль жінок у миротворчості та роззброєнні. Відмова від насильства як вирішення викликів світу. |
| 28 травня                          | Міжнародний день дії за жіноче здоров'я                                              | The International Day of Action for Women's Health                                  | Всесвітня                         | 28 травня 1987    |                                                                                              | Масштабні міжнародні демонстрації за жіночі репродуктивні та сексуальні права, вільні від тиску, дискримінації та примусу, втручання в тіло, сексуальність та життя жінок.                                                                                       |
| 28 травня                          | День менструальної гігієни                                                           | Menstrual Hygiene Day (MHD)                                                         | Всесвітня                         | 28 травня 2014    | Німецька ГО WASH United                                                                      | Привернення уваги до браку менеджменту менструальної гігієни у країнах, що розвиваються, а також боротьба зі стигматизацією і табуюванням менструальності у світі.                                                                                               |
| 23 червня                          | Міжнародний день вдів                                                                | International Widows Day                                                            | Міжнародна                        | 23 червня 2005    | Loomba Foundation                                                                            | Висвітлення бідності та несправедливості, з якими стикаються вдови всього світу та залежні від них люди. |
| 30 липня                           | Всесвітній день протидії торгівлі людьми                                             | World Day Against Trafficking in Persons                                            | Міжнародна                        | 30 липня 2014     | ООН, резолюція ГА A/RES/68/192 [Архівовано 2 жовтня 2020 у Wayback Machine.]                 | Підвищення обізнаності про постраждалих від торгівлі людьми (переважно це жінки) та захист їхніх прав, в тому числі протидія стигматизації та висвітлення «невидимого лиха».                                                                                     |
| 1 серпня                           | Міжнародний день чайлдфрі                                                            | International Childfree Day                                                         | Міжнародна                        | 1973              | National Alliance for Optional Parenthood                                                    | Святкування і сприяння прийняттю людей і груп, які свідомо вирішують бути бездітними і стикаються з критикою, глузуванням і відмовами через свій вибір. |
| 26 серпня                          | Всесвітній день контрацепції                                                         | World Contraception Day                                                             | Всесвітня                         | 26 серпня 2018    | ВООЗ                                                                                         | Для покращення обізнаності про всі доступні методи контрацеції та дати можливість молоді робити інфоормовані вибори щодо свого сексуального та репродуктивного здоров'я.                                                                                         |
| 26 серпня                          | День рівності жінок                                                                  | Women's Equality Day                                                                | США                               | 26 серпня 1973    |                                                                                              | На честь прийняття в 1920 Дев'ятнадцятої поправки до Конституції США (здобуття жінками виборчого права в усіх штатах). |
| 26 вересня                         | Всесвітній день контрацепції                                                         | World Contraception Day                                                             | Всесвітня                         | 26 вересня 2018   | ВООЗ                                                                                         | Підвищення обізнаності молоді про всю доступну контрацепцію, розвиток освіти про сексуальне та репродуктивне здоров'я для створення «світу, де кожна вагітність буде бажаною».                                                                                   |
| 28 вересня                         | Міжнародний день безпечного аборту                                                   | International Safe Abortion Day                                                     | Всесвітня                         | 28 вересня 1990   | Women's Global Network for Reproductive Rights [Архівовано 8 квітня 2019 у Wayback Machine.] | За декриміналізацію абортів спочатку в Латинській Америці та на Карибах, а потім і в усьому світі. Дату обрано на честь дня прийняття Закону Ріо Бранко (1871), що звільняв усіх новонароджених із рабства.                                                      |
| 1 — 31 жовтня (місяць)             | Місяць поінформованості про рак грудей                                               | (National) Breast Cancer Awareness Month (BCAM, NBCAM)                              | США                               | 01 жовтня 2017    | Дональд Трамп                                                                                | Підвищення обізнаності про ранній скрінінг, лікування раку молочної залози, навчання жінок та дівчат, пошук фінансування для досліджень хвороби |
| 5 жовтня                           | Міжнародний день без проституції                                                     | International Day of No Prostitution (IDNP)                                         | США, Австралія, Канада, Філіппіни | 05 жовтня 2002    |                                                                                              | День протидії будь-яким практикам проституції та проституювання, бойкоту легалізаторських законодавств, пікетів осіб, що пережили проституцію. |
| 7 жовтня                           | Національний день внутрішньої краси                                                  | National Inner Beauty Day                                                           | США                               |                   |                                                                                              | День [Архівовано 11 серпня 2020 у Wayback Machine.] покликаний до боротьби з торгівлею жінками. |
| 8 жовтня                           | Міжнародний день лесбійок                                                            | International Lesbian Day                                                           | Нова Зеландія, Австралія          | 08 жовтня 1990    |                                                                                              | Святкування лесбійської культури та видимості. Відзначається лесбійками та захисницями(-ками) їх прав. |
| 11 жовтня                          | Міжнародний день дівчат                                                              | International Day of the Girl Child (Day of Girls, International Day of the Girl)   | Міжнародна                        | 11 жовтня 2012    | ГА ООН, Резолюція 66/170                                                                     | Підтримка можливостей для дівчаток в науці, активізмі, програмуванні та висвітлення сексизму щодо них в освіті, харчуванні, правах, медичному догляді. Захист дівчат та молодих жінок від феміцидів, насильства проти жінок, дитячих шлюбів, жіночого обрізання. |
| 13 жовтня                          | День без бюстгальтера                                                                | No Bra Day                                                                          | Всесвітня                         | 09 липня 2011     |                                                                                              | Заохочення жінок відмовлятись від бюстгальтера для привернення уваги до раку грудей. Постинг у соцмережах за гендерну рівність і про симптоми хвороби з тегом #nobraday.                                                                                         |
| 15 жовтня                          | Міжнародний день сільських жінок                                                     | International Day of Rural Women                                                    | Міжнародна                        | 15 жовтня 2007    | ООН, Резолюція 62/136                                                                        | Наголошується ключова роль сільських жінок, в тому числі корінних, в прискоренні розвитку сільського господарства, підвищення продовольчої безпеки, подоланні зубожіння сіл                                                                                      |
| 18 жовтня                          | Всесвітній день менопаузи                                                            | World Menopause Day                                                                 | Всесвітня                         |                   |                                                                                              | Підвищення обізнаності щодо менопаузи та заходів з її полегшення |
| 18 жовтня                          | Європейський День боротьби з торгівлею людьми                                        | European Anti-Trafficking Day                                                       | Європа                            | 18 жовтня 2007    | Європарламент                                                                                | Консолідація діяльності з підвищення обізнаності щодо торгівлі людьми, особливо жінками та дітьми, небайдужості громадськості до проблеми та її візуалізації на глобальному рівні.                                                                               |
| 18 жовтня                          | Всесвітній день жіночого щастя                                                       | Women's Global Happiness Day                                                        | Всесвітня                         | 18 жовтня 2018    |                                                                                              | Підвищення обізнаності про пандемічність депресії у жінок, навчання боротьбі з нею, святкування сестринства та підвищення жіночого благополуччя |
| 20 жовтня                          | Всеукраїнський день боротьби з захворюванням на рак молочної залози                  | -                                                                                   | Україна                           | 17 січня 2005     | Указ Президента України від 17 січня 2005 р. № 42/2005                                       | Активізація діяльності із запобігання виникненню і поширенню захворювань на рак молочної залози, привернення уваги суспільства до проблеми |
| Останній тиждень жовтня            | Тиждень білої стрічки проти порнографії                                              | (National) White Ribbon Against Pornography (WRAP) Week                             | США                               |                   | Ряд спілок та груп США                                                                       | Масштабна просвіта широкої громадськості щодо ризиків та руйнівних наслідків порнографії (трафікінг, торгівля жінками та дітьми, насильство проти жінок, сексуальне насильство).                                                                                 |
| 17 листопада                       | Всесвітній день недоношених дітей                                                    | World Prematurity Day                                                               | Міжнародна                        | 17 листопада 2008 | Європейська спілка                                                                           | Попередження загрози народження недоношених дітей та належний догляд за ними, проблеми материнського здоров'я. |
| 17 листопада                       | Всесвітній день вазектомії                                                           | World Vasectomy Day (WVD)                                                           | Всесвітня                         | 17 листопада 2012 | Американський кінодіяч Jonathan Stack                                                        | Підвищення глобальної обізнаності про вазектомію як орієнтоване на чоловіків рішення проблеми незапланованих вагітностей. Лікарі всього світу виконують вазектомію онлайн через Skype та соцмережі.                                                              |
| 25 листопада                       | Міжнародний день усунення насильства проти жінок                                     | International Day for the Elimination of Violence against Women                     | Всесвітня                         | 17 грудня 1999    | ООН, резолюція A/RES/54/134 [Архівовано 10 травня 2021 у Wayback Machine.]                   | Підвищення обізнаності про системне насильство проти жінок всього світу: згвалтування, домашнє насильство, вбиства, калічення та аб'юз; підкреслення прихованості розмаху та природи проблеми.                                                                   |
| 25 листопада — 10 грудня (16 днів) | 16 днів активізму проти гендерно зумовленого насильства                              | 16 Days of Activism against Gender-based Violence                                   | Всесвітня                         | 1991              | Women's Global Leadership Institute                                                          | Кампанія з протидії насильству проти жінок та дівчат від Дня усунення насильства до Дня прав людини. Відзначається у понад 170 країнах урядами, правозахисними організаціями та активіст(к)ами на всіх рівнях                                                    |
| 29 листопада                       | Міжнародний день захисників прав людини для жінок                                    | International Women Human Rights Defenders Day                                      | Всесвітня                         | 29 листопада 2006 |                                                                                              | День активісток, що борються за захист прав людини, а також людей, що борються за права жінок та права, пов'язані з гендером та сексуальністю |
| 6 грудня                           | Національний день пам'яті та боротьби з насильством проти жінок (День білої стрічки) | National Day of Remembrance and Action on Violence Against Women (White Ribbon Day) | Канада                            | 1991              | Парламент Канади                                                                             | Канадська річниця розстрілу студенток монреальської Політехники 1989: опускання прапорів, хвилина мовчання, білі стрічки в знак солідарності з покінченням з насильством проти жінок.                                                                            |
| 10 грудня                          | День прав людини                                                                     | Human Rights Day                                                                    | Всесвітня                         | 4 грудня 1950     | ООН                                                                                          | Річниця ухвалення Загальної декларації прав людини в 1948 році |